# Rurtal von der Staumauer Heimbach bis Stadtgrenze nördlich Blens
Koordinaten: 50° 39′ 4″ N, 6° 29′ 3″ O
Das Naturschutzgebiet Rurtal von der Staumauer Heimbach bis Stadtgrenze nördlich Blens liegt auf dem Gebiet der Stadt Heimbach und der Gemeinde Hürtgenwald im Kreis Düren in Nordrhein-Westfalen.  Das aus drei Teilflächen bestehende Gebiet erstreckt sich westlich und nördlich der Kernstadt von Heimbach entlang der Rur.

## Bedeutung
Das etwa 81,8 ha große Gebiet wurde im Jahr 1992 unter der Schlüsselnummer DN-037 unter Naturschutz gestellt. Schutzziele sind
- der Erhalt und die Wiederherstellung eines in Teilbereichen naturnahen Flussabschnittes, u. a. mit Altwässern und Feuchtwäldern als natürliche Elemente einer Flussaue und
- der Erhalt der Überschwemmungsdynamik.[3]